# Karel Kramule
Karel Kramule (7. září 1920 Nová Paka – 20. října 1994 Praha) byl český výtvarník – výstavní scénograf, malíř, průmyslový designér a umělecký grafik. Narodil se v podkrkonošské Nové Pace, kde se vyučil sazečem a typografem. V letech 1939 až 1944 studoval na zlínské Škole umění, po válce absolvoval Vysokou školu uměleckoprůmyslovou v Praze, obor monumentální malba.

## Život a dílo
Ve svém profesním životě se věnoval výstavnictví (navrhování výstav spotřebního zboží), v letech 1952–1955 pobýval i s rodinou v Íránu. V jeho užité tvorbě se objevují prvky bruselského stylu.
Po návratu z Íránu rozvíjí i svou volnou tvorbu, kde pracoval mimo jiné s frotáží, ale také s malbou geometrických struktur. V roce 1968 pro nesouhlas s jejím směřováním vystoupil z Komunistické strany Československa a octl se tak v umělecké izolaci, kdy nemohl prakticky vystavovat. V 70. letech se dostává v malbě k úplné abstrakci a také tvoří perokresby (např. cyklus z 80. let Malostranské motivy pro Památník národního písemnictví). Výtvarník tvořil ve svém ateliéru pod Pražským hradem, který sousedil se švýcarským velvyslanectvím. Malíře spatřil při práci oknem své kanceláře švýcarský velvyslanec a umožnil mu vystavovat v zahraničí, kde se dnes nachází většina Kramulovy volné tvorby. Za dob normalizace se přátelil s perzekvovaným spisovatelem Karlem Peckou; zahrada u domu, kde měl výtvarník ateliér, se stala námětem pro povídku Garden party z Peckovy knihy Malostranské humoresky.